# Championnat d'Europe de badminton par équipes mixtes 2019
Navigation
Lubin 2017 Vantaa 2021
La 25e édition du championnat d'Europe de badminton par équipes mixtes se tient à Copenhague au Danemark du 13 au 17 février 2019.

## Équipes participantes et groupes
Huit équipes participent à cette compétition et sont réparties en deux poules.
Le Danemark est qualifié d'office en tant qu'organisateur.
Les autres nations sont passées par des qualifications qui se sont déroulées du 7 au 9 décembre 2018 dans 7 villes d'Europe.
| Groupe | Lieu             | Équipe qualifiée | Équipes non qualifiées                    |
| ------ | ---------------- | ---------------- | ----------------------------------------- |
| 1      | Milton Keynes    | Angleterre       | Belgique Hongrie Italie                   |
| 2      | Ciorescu (en)    | Russie           | Moldavie Écosse Ukraine                   |
| 3      | Caldas da Rainha | Pays-Bas         | Islande Portugal Suisse                   |
| 4      | Aire-sur-la-Lys  | France           | Estonie Îles Féroé Slovaquie              |
| 5      | Erlangen         | Allemagne        | Autriche Slovénie Suède                   |
| 6      | Sobotka          | Espagne          | Tchéquie Lituanie Pologne                 |
| 7      | Sofia            | Irlande          | Bulgarie Finlande Israël Lettonie Norvège |

## Phase de groupe
- Les deux premiers de chaque groupe sont qualifiés pour les demi-finales.

| Équipe   | J | V | D | MP | MC | +/- | Points |
| -------- | - | - | - | -- | -- | --- | ------ |
| Danemark | 3 | 3 | 0 | 13 | 2  | +11 | 3      |
| Pays-Bas | 3 | 2 | 1 | 8  | 7  | +1  | 2      |
| France   | 3 | 1 | 2 | 6  | 9  | -3  | 1      |
| Espagne  | 3 | 0 | 3 | 3  | 12 | -9  | 0      |

| 13 février | Danemark | 4 | 1 | France   |
| 13 février | Pays-Bas | 3 | 2 | Espagne  |
| 14 février | Danemark | 4 | 1 | Pays-Bas |
| 14 février | France   | 4 | 1 | Espagne  |
| 15 février | Danemark | 5 | 0 | Espagne  |
| 15 février | France   | 1 | 4 | Pays-Bas |

| Équipe     | J | V | D | MP | MC | +/- | Points |
| ---------- | - | - | - | -- | -- | --- | ------ |
| Russie     | 3 | 3 | 0 | 12 | 3  | +9  | 3      |
| Allemagne  | 3 | 2 | 1 | 7  | 8  | -1  | 2      |
| Angleterre | 3 | 1 | 2 | 9  | 6  | +3  | 1      |
| Irlande    | 3 | 0 | 3 | 2  | 13 | -11 | 0      |

| 13 février | Angleterre | 2 | 3 | Russie    |
| 13 février | Irlande    | 1 | 4 | Allemagne |
| 14 février | Angleterre | 5 | 0 | Irlande   |
| 14 février | Russie     | 5 | 0 | Allemagne |
| 15 février | Angleterre | 2 | 3 | Allemagne |
| 15 février | Russie     | 4 | 1 | Irlande   |

## Phase à élimination directe

### Tableau
|  | Demi-finales | Demi-finales |          |   | Finale     | Finale     |
|  | Demi-finales | Demi-finales |          |   | Finale     | Finale     |
|  |              |              |          |   |            |            |
|  | 16 février   | 16 février   |          |   | 17 février | 17 février |
|  | 16 février   | 16 février   |          |   | 17 février | 17 février |
|  | Danemark     | 3            |          |   | 17 février | 17 février |
|  | Danemark     | 3            |          |   | 17 février | 17 février |
|  | Pays-Bas     | 0            |          |   | 17 février | 17 février |
|  | Pays-Bas     | 0            | Danemark | 3 |            |            |
|  | 16 février   |              | Danemark | 3 |            |            |
|  |              | Allemagne    | 0        |   |            |            |
|  | Allemagne    | Allemagne    | 0        | 3 |            |            |
|  | Allemagne    |              |          | 3 |            |            |
|  | Russie       | 1            |          |   |            |            |
|  | Russie       | 1            |          |   |            |            |

### Demi-finales
| 16 février | Danemark                                   | 3 - 0 | Pays-Bas                     | Score             |
| ---------- | ------------------------------------------ | ----- | ---------------------------- | ----------------- |
| MX         | Mathias Christiansen / Christinna Pedersen | 1-0   | Robin Tabeling / Selena Piek | 21-19, 21-15      |
| SH         | Viktor Axelsen                             | 1-0   | Mark Caljouw                 | 21-7, 8-21, 21-16 |
| SD         | Mia Blichfeldt                             | 1-0   | Gayle Mahulette              | 22-20, 21-10      |
| DH         | Kim Astrup / Anders Skaarup Rasmussen      | -     | Jelle Maas / Robin Tabeling  | non disputé       |
| DD         | Alexandra Bøje / Maiken Fruergaard         | -     | Selena Piek / Cheryl Seinen  | non disputé       |

| 16 février | Allemagne                           | 3 - 1 | Russie                               | Score               |
| ---------- | ----------------------------------- | ----- | ------------------------------------ | ------------------- |
| MX         | Mark Lamsfuß / Isabel Herttrich     | 1-0   | Vladimir Ivanov / Ekaterina Bolotova | 22-20, 21-10        |
| SH         | Kai Schäfer                         | 0-1   | Vladimir Malkov                      | 13-21, 21-14, 16-21 |
| SD         | Yvonne Li                           | 1-0   | Evgeniya Kosetskaya                  | 17-21, 21-16, 21-17 |
| DH         | Mark Lamsfuß / Marvin Emil Seidel   | 1-0   | Vladimir Ivanov / Ivan Sozonov       | 21-14, 21-19        |
| DD         | Johanna Goliszewski / Lara Käpplein | -     | Ekaterina Bolotova / Alina Davletova | non disputé         |

### Finale
| 17 février | Danemark                                   | 3 - 0 | Allemagne                         | Score        |
| ---------- | ------------------------------------------ | ----- | --------------------------------- | ------------ |
| MX         | Mathias Christiansen / Christinna Pedersen | 1-0   | Mark Lamsfuß / Isabel Herttrich   | 21-12, 21-12 |
| SH         | Anders Antonsen                            | 1-0   | Max Weißkirchen                   | 21-9, 21-13  |
| SD         | Line Kjærsfeldt                            | 1-0   | Yvonne Li                         | 21-16, 21-17 |
| DH         | Kim Astrup / Anders Skaarup Rasmussen      | -     | Mark Lamsfuß / Marvin Emil Seidel | non disputé  |
| DD         | Maiken Fruergaard / Christinna Pedersen    | -     | Linda Efler / Isabel Herttrich    | non disputé  |